# Cantonul Avignon-Est
Cantonul Avignon-Est este un canton din arondismentul Avignon, departamentul Vaucluse, regiunea Provence-Alpes-Côte d'Azur, Franța.

## Comune
- Avignon (parțial, reședință)
- Morières-lès-Avignon